# جورج كينيث غرين
جورج كينيث غرين (بالإنجليزية: George Kenneth Green)‏ (و. 1911 – 1977 م) هو فيزيائي من الولايات المتحدة الأمريكية .